# 辣死你妈传人
《辣死你妈传人》（英語：Nasi Lemak 1.0，前名为《辣死你妈1.0》）是一部2022年马来西亚贺岁喜剧片。本片是黄明志作品，也是2011年电影《辣死你妈2.0》睽违11年后的续集。本片讲述黄大侠和敌人在一场烹饪比赛大比拼时，却意外穿越，带著“椰浆饭”，回到600年前辉煌但海盗横行的马六甲王国。
本片于2022年1月27日起农历新年期间在马来西亚和新加坡上映。本片的原版人马全员回归，主演有黄明志、龚柯允、黄诗棋、AC Mizal、Wak Doyok、Saiful Apek、Sanjna Suri、David Arumugam等。
本片是2022年五部贺岁新马电影的其中一部，其他分别是《团圆饭》、《女兵外传》（新加坡）、《英雄假期》、《姜味关系》（马来西亚）。
2024年2月9日，黄明志通过个人YouTube频道上传无删减版《辣死你妈传人》。

## 剧情简介
《辣死你妈2.0》后，主厨“黄大侠”（黄明志饰）的餐馆龚囍宴宾楼再次生意暴跌，都怪他上菜太慢，还遇上老敌人死对头蓝乔在对面开了一间新餐馆。黄大侠向对方开出挑战，再次要求举办烹饪比赛一比高下，各自端出椰浆饭一盘，好不好吃交由网红评断。激烈比赛时，一场意外却让黄大侠和一众人误打误撞，带着国民美食椰浆饭，穿越回到了600年前的马六甲王朝。来到海盗四处横行、明朝都虎视眈眈的马六甲王国，眼看多方人马即将开战，历史事件即将上演，空有一身厨艺煮的黄大侠该怎麽办？

## 演员
| 演員                      | 角色                    | 介紹                                               |
| 黄明志                    | 黄大侠                  |                                                    |
| 龚柯允                    | 龚小K/苏丹王妃          |                                                    |
| 黄诗棋                    | 小龙女                  | 取自神雕侠侣角色梗                                 |
| 米扎尔·扎伊尼             | 马六甲苏丹              | 马六甲皇朝最高统治者，但一遇女性就态度弱           |
| Wak Doyok                 | 马六甲宰相              | 地位仅次于苏丹，与海盗私通                         |
| 赛夫阿伯                  | 海贼王                  |                                                    |
| 德里马瓦蒂                | 女人村村长              |                                                    |
| 桑吉纳·苏瑞               | 印度美女                |                                                    |
| 大卫·阿鲁穆甘             | 印度老人                | 拿汤勺打黄大侠头部的老人                           |
| Yassin Yahya              | 原住民首领              |                                                    |
| Vikar                     | Vikar                   | 黄大侠助手，花花公子，前作丘老师的取代角色         |
| 刘凯彦                    | 蓝喬                    | 与黄大侠同为中国廚艺学校同学，也是黄大俠的竞争对手 |
| 朱亚婵                    | 龚喜宁                  |                                                    |
| 朱宥六                    | 龚喜发                  |                                                    |
| Bean（密使得宾）          | Ah Bean                 | 黄大侠助手，被干了12次的男人                       |
| 发财宝（Bao）             | 债主/郑和               | 在现代饰演债主，在古代饰演肥版郑和                 |
| 郑兴隆（神导）            | 剧中共饰演8个不同的角色 | 特点是摇头                                         |
| 洪少琦（前Amoi-Amoi成员） |                         |                                                    |
| 吴翠媚（前Amoi-Amoi成员） |                         |                                                    |
| 王依渟（前Amoi-Amoi成员） |                         |                                                    |
| 曾乐晴（前Amoi-Amoi成员） |                         |                                                    |

## 发行
本剧延续一贯黄明志的作风，影射和搞笑讽刺政治、種族關係和文化等课题，也大玩穿越并"恶搞"历史。本片由黄明志自编自导自演，他的其他电影作品包括《鬼老大哥大》、《冠軍歌王》、《猛加拉殺手》、《你是猪》。本片是2011年黄明志电影《辣死你妈2.0》时隔11年后推出的续集，几乎全部原班人马再次回归出演。
本片于2019年完成拍摄，因疫情关系而延后至2022年农历新年才上映。
本片集合《辣死你妈2.0》的三大种族原班人马和新角色，一众演员有黄明志、龚柯允、黄诗棋、Dato AC Mizal、Saiful Apek、Wak Doyok、Yassin Yahya、Delimawati、小提琴师刘凯彦（Dennis Lau）、印裔美后Sanjna Suri等等。
本片的歌曲为《如果我一无所有》和《Curry and Roti》，黄明志演唱。

## 外部連結
- 互联网电影数据库（IMDb）上《辣死你妈传人》的资料（英文）
- 查找上映地点和时间表：马来西亚 （页面存档备份，存于） and 新加坡 （页面存档备份，存于）